# Saint-Augustin, Charente-Maritime

Saint-Augustin este o comună în departamentul Charente-Maritime, Franța. În 1 ianuarie 2022 avea o populație de 1.503 de locuitori.